# Curgã (oblast)
O oblast de Curgã ou Kurgan (russo:  Курга́нская о́бласть, tr. Kurgánskaia óblast) é uma divisão federal da Federação da Rússia.
O seu centro administrativo é a cidade de Curgã.
Em junho de 2014, tinha uma população estimada de 874 100 habitantes, representando um decréscimo em relação aos 910 807 registados no censo populacional de 2010.
1. ↑  Cunha, Antônio Geraldo da (2003). Os estrangeirismos da língua portuguesa vocabulário histórico-etimológico. São Paulo: Humanitas FFLCH/USP. p. 6
2. ↑  «Revista da Academia Fluminense de Letras». Niterói: Academia Fluminense de Letras. 1956: 287